# Harold Martin
Harold Martin (Nouméa, 6 d'abril de 1954) és un polític caldoche de Nova Caledònia, president del Govern de Nova Caledònia (2007-2009 i 2011-2014) i president del Congrès de Nova Caledònia (1997-2011).

## Trajectòria
Descendent de colons britànics establerts al territori el 1853. Ha treballat com a gerent d'empreses agràries. Ingressà a Reagrupament per Caledònia en la República el 1977 com a protegit de Jacques Lafleur i fou escollit membre de l'Assemblea Territorial el 1984, en les eleccions boicotejades pel Front d'Alliberament Nacional Canac Socialista (FLNKS). De 1984 a 1989 fou President de la Comissió de l'Economia Rural. Després dels Acords de Matignon de 1988 continuà sent diputat tant del Congrés de Nova Caledònia i de l'Assemblea de la Província del Sud. El 1995, endemés, fou escollit alcalde de Païta, però aviat s'enfrontà a Pierre Frogier per la successió en el partit de Jacques Lafleur. El 2001 fou expulsat del partit i aleshores va fundar el nou partit Avenir ensemble, amb el que va guanyar per gran majoria al seu feu de Païta.
Amb aquest partit va obtenir un gran resultat a les eleccions provincials de Nova Caledònia de 2004, on fou el partit més votat a la Província del Sud, i al Congrés de Nova Caledònia va empatar amb Reagrupament-UMP, de manera que aconseguí ser nomenat president del Congrés. A les eleccions legislatives franceses de 2007 va decidir donar suport la candidatura de Nicolas Sarkozy, cosa que provocarà un enfrontament intern al seu partit i que a la llarga provocarà la nova escissió de Calédonie ensemble. El 2007 dimití com a president del Congrés i fou nomenat president del govern de Nova Caledònia el 2007-2009.
A les eleccions provincials de Nova Caledònia de 2009 va presentar-se en coalició amb Moviment per la Diversitat (LMD) i va obtenir el 16,33% dels vots (el tercer partit més votat). Degut a la manca d'estabilitat al Congrés de Nova Caledònia, va donar suport a la candidatura de Pierre Frogier a la Província del Sud, mentre que ell fou escollit novament President del Congrés de Nova Caledònia. El 2011 dimití com a president del Congrés i fou nomenat president del govern de Nova Caledònia el 2011-2014. El 30 d'abril de 2024, el Tribunal d'Apel·lació  de Nouméa confirmà la sentència del 2020 que el condemnava per corrupció per la compra de vots durant les eleccions municipals de 2014. Concretament, se'l condemnà a dos anys de presó, cinc d'inhabilitació i una multa d'1,6 milions de francs CFP. Finalment, un dels anys de presó fou commutat per l'obligació de dur un grillet electrònic.